# Oona Kettunen
Oona Kettunen (ur. 10 lutego 1994) – fińska lekkoatletka specjalizująca się w biegach długodystansowych oraz biegaczka narciarska.
Dziewiąta zawodniczka biegu na 2000 metrów z przeszkodami podczas mistrzostw świata juniorów młodszych w Lille Metropole (2011). W tym samym roku zajęła 4. i 7. miejsce na olimpijskim festiwalu młodzieży Europy. W 2012 była siódma na 3000 metrów z przeszkodami podczas juniorskich mistrzostw świata w Barcelonie. Rok później sięgnęła po złoto oraz srebro mistrzostw Europy juniorów w Rieti.
Złota medalistka mistrzostw Finlandii oraz reprezentantka kraju na drużynowych mistrzostwach Europy i w meczach międzypaństwowych.

## Osiągnięcia (Lekkoatletyka)
| Rok  | Impreza                                   | Konkurencja     | Miejsce                            | Lokata      | Wynik (s) |
| ---- | ----------------------------------------- | --------------- | ---------------------------------- | ----------- | --------- |
| 2011 | Mistrzostwa świata juniorów młodszych     | Lille Metropole | bieg na 2000 metrów z przeszkodami | 9. miejsce  | 6:34,71   |
| 2011 | Olimpijski festiwal młodzieży Europy      | Trabzon         | bieg na 2000 metrów z przeszkodami | 4. miejsce  | 6:49,35   |
| 2011 | Olimpijski festiwal młodzieży Europy      | Trabzon         | bieg na 3000 metrów                | 7. miejsce  | 9:57,76   |
| 2011 | Mistrzostwa Europy w biegach przełajowych | Velenje         | bieg juniorek                      | 42. miejsce | 14:23     |
| 2012 | Mistrzostwa świata juniorów               | Barcelona       | bieg na 1500 metrów                | eliminacje  | 4:29,60   |
| 2012 | Mistrzostwa świata juniorów               | Barcelona       | bieg na 3000 metrów z przeszkodami | 7. miejsce  | 10:03,15  |
| 2012 | Mistrzostwa Europy w biegach przełajowych | Budapeszt       | bieg juniorek                      | 15. miejsce | 14:11     |
| 2013 | I liga drużynowych mistrzostw Europy      | Dublin          | bieg na 5000 metrów                | 7. miejsce  | 16:40,28  |
| 2013 | Mistrzostwa Europy juniorów               | Rieti           | bieg na 5000 metrów                | 2. miejsce  | 16:03,79  |
| 2013 | Mistrzostwa Europy juniorów               | Rieti           | bieg na 3000 metrów z przeszkodami | 1. miejsce  | 9:45,51   |
| 2015 | Superliga drużynowych mistrzostw Europy   | Czeboksary      | bieg na 3000 metrów                | 11. miejsce | 9:35,20   |
| 2015 | Superliga drużynowych mistrzostw Europy   | Czeboksary      | bieg na 5000 metrów                | 10. miejsce | 16:51,54  |

### Rekordy życiowe
- Bieg na 3000 metrów – 9:16,12 (2013)
- Bieg na 5000 metrów – 16:03,79 (2013)
- Bieg na 2000 metrów z przeszkodami – 6:19,55 (2013) rekord Europy juniorów
- Bieg na 3000 metrów z przeszkodami – 9:45,51 (2013)

## Osiągnięcia (Biegi narciarskie)

### Puchar Świata

#### Miejsca w klasyfikacji generalnej
| Sezon     | Miejsce           |
| --------- | ----------------- |
| 2014/2015 | niesklasyfikowana |

#### Miejsca w poszczególnych zawodachPucharu Świata
stan po zakończeniu sezonu 2014/2015
| Sezon 2014/2015 |                         |                         |                           |                            |    |                       |                    |                       |                    |                            |                           |                         |                       |                        |                               |                              |     |                     |                         |                      |                          |                        |                           |                   |                      |                      |                      |        |        |        |        |        |        |        |        |        |        |        |        |        |        |        |        |        |        |        |        |        |        |
| Kuusamo 29.11 (SP C) | Kuusamo 30.11 (10 km C) | Lillehammer 5.12 (SP F) | Lillehammer 6.12 (5 km F) | Lillehammer 7.12 (10 km C) | LT | Davos 13.12 (10 km C) | Davos 14.12 (SP F) | Davos 20.12 (10 km F) | Davos 21.12 (SP F) | Oberstdorf 3.01 (3,2 km F) | Oberstdorf 4.01 (10 km C) | Val Müstair 6.01 (SP F) | Toblach 7.01 (5 km C) | Toblach 8.01 (15 km F) | Val di Fiemme 10.01 (10 km C) | Val di Fiemme 11.01 (9 km F) | TdS | Otepää 17.01 (SP C) | Rybińsk 23.01 (10 km F) | Rybińsk 24.01 (SP F) | Rybińsk 25.01 (2×7,5 km) | Östersund 14.02 (SP C) | Östersund 15.02 (10 km F) | Lahti 7.03 (SP F) | Lahti 8.03 (10 km C) | Drammen 11.03 (SP C) | Oslo 15.03 (30 km F) | punkty | punkty | punkty | punkty | punkty | punkty | punkty | punkty | punkty | punkty | punkty | punkty | punkty | punkty | punkty | punkty | punkty | punkty | punkty | punkty | punkty | punkty |
| - | -                       | -                       | -                         | -                          | -  | -                     | -                  | -                     | -                  | -                          | -                         | -                       | -                     | -                      | -                             | -                            | -   | -                   | -                       | -                    | -                        | -                      | -                         | -                 | 57                   | -                    | -                    | 0      | 0      | 0      | 0      | 0      | 0      | 0      | 0      | 0      | 0      | 0      | 0      | 0      | 0      | 0      | 0      | 0      | 0      | 0      | 0      | 0      | 0      |
| Legenda |                         |                         |                           |                            |    |                       |                    |                       |                    |                            |                           |                         |                       |                        |                               |                              |     |                     |                         |                      |                          |                        |                           |                   |                      |                      |                      |        |        |        |        |        |        |        |        |        |        |        |        |        |        |        |        |        |        |        |        |        |        |
| 1 2 3 4-10 11-30 31-100 wyniki anulowane DNF – zawodnik nie ukończył biegu – – zawodnik nie wystartował TdS – Tour de Ski |                         |                         |                           |                            |    |                       |                    |                       |                    |                            |                           |                         |                       |                        |                               |                              |     |                     |                         |                      |                          |                        |                           |                   |                      |                      |                      |        |        |        |        |        |        |        |        |        |        |        |        |        |        |        |        |        |        |        |        |        |        |